# Sergi Vilamala i Bastarras
Sergi Vilamala i Bastarras   (Barcelona, 1965) és un polític català, ex-alcalde de Les Masies de Voltregà i ex-diputat al Parlament de Catalunya en la X legislatura.
Actualment regidor d'urbanisme a l'Ajuntament.￼

## Biografia
És llicenciat en Filologia Catalana per la Universitat de Barcelona amb postgrau de Gestió en Govern Local. Ha treballat com a cap del Servei de Joventut i Cap de Promoció Turística de la Diputació de Barcelona.
En 1991 va participar en la fundació d'Independents del Progrés Municipal d'Osona formada per la fusió de Progrés Municipal d'Osona (PMO) amb altres grups municipals comarcals independents. El 1996, però, va ingressar al PSC-PSOE, del que n'és primer secretari a la comarca d'Osona. A les eleccions municipals espanyoles de 1999 fou escollit regidor de l'ajuntament de les Masies de Voltregà. N'ha estat escollit alcalde a les eleccions municipals espanyoles de 2003, 2007, 2011 i 2015. També ha estat membre del Consell Comarcal d'Osona, vocal de la comissió de mancomunitats de la Federació Espanyola de Municipis i Províncies i vocal del Consell de Protecció de la Natura de la Generalitat de Catalunya. És germà de Xavier Vilamala, també militant socialista i exalcalde de Sant Hipòlit de Voltregà.
En juny de 2014 va substituir en el seu escó Joan Ignasi Elena i Garcia, elegit diputat a les eleccions al Parlament de Catalunya de 2012 i que va renunciar a l'escó. Ha estat vicepresident de la Mesa de la Comissió del Síndic de Greuges del Parlament de Catalunya.